# Сезар Бернардо Дутра
Сезар Бернардо Дутра (порт. César Bernardo Dutra, нар. 27 січня 1992, Ріо-де-Жанейро) — бразильський футболіст, воротар клубу «Фламенго».

## Клубна кар'єра
Народився 27 січня 1992 року в місті Ріо-де-Жанейро. Вихованець юнацьких команд футбольних клубів «Аудакс Ріо» та «Фламенго». Дебютував за другу команду на дорослому рівні 7 грудня 2013 року в останньому матчі бразильської Серії А проти «Крузейро» (1:1) на стадіоні «Маракана». Для отримання ігрової практики здавався в оренду в клуби «Понте-Прета» та «Ферровіарія», але і там був запасним воротарем і на поле не виходив.
18 травня 2018 року Сезар продовжив контракт з «Фламенго» до квітня 2022 року, тим не менш залишився запасним воротарем за спиною наддосвідченого Дієго Алвеса.
У 2019 році Сезар виграв з командою чемпіонат Бразилії та Кубок Лібертадорес, що дозволило йому у складі команди поїхати також на Клубний чемпіонат світу 2019 року в Катарі. Станом на 18 грудня 2019 року відіграв за команду з Ріо-де-Жанейро 37 матчів у національному чемпіонаті.

## Виступи за збірну
2011 року у складі молодіжної збірної Бразилії поїхав на молодіжний чемпіонат світу в Колумбії. На турнірі був дублером Габріела і не зіграв жодного матчу, а бразильці стали чемпіонами світу. На молодіжному рівні зіграв у 3 офіційних матчах.
Того ж року у складі збірної до 22 років брав участь у футбольному турнірі на Панамериканських іграх 2011 року, що проходив у Мексиці. Тут Сезар був основним воротарем і зіграв у всіх трьох матчах, але його команда не зуміла вийти з групи.

## Титули і досягнення
- Чемпіон Бразилії (2):

«Фламенгу»: 2019, 2020
- Переможець Ліги Каріока (2):

«Фламенгу»: 2014, 2019
- Володар Кубка Лібертадорес (1):

«Фламенгу»: 2019
- Володар Рекопи Південної Америки (1):

«Фламенгу»: 2020
- Володар Суперкубка Бразилії (1):

«Фламенгу»: 2020
Збірні
- Чемпіон світу (U-20): 2011